# カルロッタ池田
カルロッタ 池田（カルロッタ いけだ、本名：池田 早苗（いけだ さなえ）、1941年 - 2014年9月24日）は、日本の舞踏家。福井県生まれ。
1974年に室伏鴻らと共に女性のみの舞踏団体アリアドーネの会を結成した。1978年には　パリで公演。大きな反響を呼び、暗黒舞踏という表現様式を海外に知らしめる先駆けの一人となった。フランス・ボルドーを拠点に活動していた